# Kostel svatého Jana Křtitele (Mýto)
Kostel svatého Jana Křtitele je barokní kostel stojící na náměstí v Mýtě. Je chráněn jako kulturní památka.

## Popis
Kostel má jednu obdélnou loď se čtyřmi barokními okny. Na západní straně lodi je vztyčena čtyřboká věž. Na východní straně navazuje na loď presbyterium obdélného půdorysu s trojbokým ukončením a čtyřmi barokními okny. Na severní stěnu presbyteria navazuje obdélná sakristie. Severovýchodní nároží sakristie je výrazně otupeno. Z lodi vedou dvě předsíně, čtvercová z jižní stěny a obdélná ze severní. Kostel je krytý taškami, bobrovkami. Věž má tři patra, se zvonem ve třetím patře. Na střeše je šestiboký sanktusník.

## Historie
O založení kostela se zasloužili bratři Petr II., Jošt I., Oldřich I. a Jan I. z rodu Rožmberků. Gotický kostel se začal stavět kolem roku 1350. Za třicetileté války kostel vyhořel a byl obnoven v letech 1680 až 1682. V roce 1720 byla původní gotická okna přestavěna na barokní. O rok později byla dostavěna věž podle návrhu architekta Tomáše Haffeneckera. Loď byla opravována v letech 1735 až 1736.
Na konci 19. století vikář František Ehrenberger nechal přelít 520kg zvon a ještě ho na podzim 1891 stihl nechat pověsit; za pět týdnů poté zemřel a odkázal kostelu všechno své jmění v hodnotě 8 000 zlatých. Z věnovaných peněz byla opravena věž a pořízeny nové věžní hodiny z dílny Karla Adamce. V roce 1917 byl Ehrenbergerův zvon zrekvírován pro válečné účely.
V kostele byl objeven pískovcový gotický portál a v presbytáři freska představující svatého Bartoloměje a svatého Ondřeje, datovaná do období kolem roku 1490.